# 긴타라스 에이니키스
긴타라스 에이니키스(리투아니아어: Gintaras Einikis, 1969년 9월 30일~)는 리투아니아의 농구 선수, 지도자로 포지션은 파워 포워드와 센터이다. 
리투아니아 국가대표로 활약하면서 1992년, 1996년, 2000년 하계 올림픽에서 동메달을 획득했다. 그는 리투아니아 농구 국가대표팀 선수 중 리투아니아가 따낸 올림픽 농구 동메달 3개를 모두 획득한 유일한 선수이다.